# Welsh Centre for International Affairs

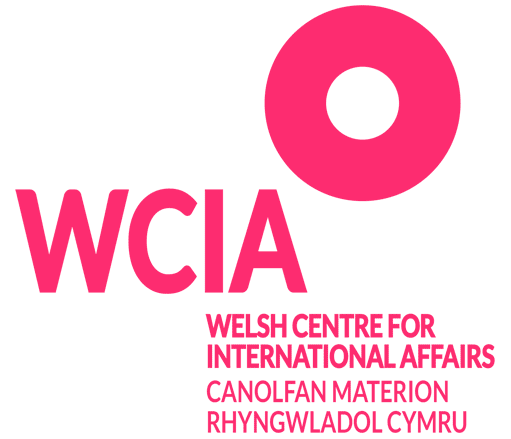
O logótipo do WCIA.

O Welsh Centre for International Affairs (WCIA) é o fórum nacional galês para a troca de ideias sobre assuntos internacionais.
Foi fundado em 1973 para:
- aumentar a consciência sobre assuntos globais no País de Gales
- fazer campanha para promover a paz mundial, direitos humanos e entendimento internacional
- providenciar um ponto-chave de contacto no País de Gales, para as instituições internacionais

O WCIA tem as suas instalações em Cardiff